# Дубровачки друм
Дубровачки друм (лат. Via de Ragusi, Via Ragusina), или Дрински друм (лат. Via Drine), био је средњовјековни трговачки пут преко планине Динаре који је повезивао Дубровник, Дубровачку републику, са долином ријеке Дрине, а одатле са разним мјестима у средњовјековној Босни, Србији и остатком Балкана.
Путања друма је ишла преко Требиња, Билеће, Гацка, Фоче, Горажда, Вишеграда и Сребренице. Од Требиња, пут се рачвао ка Зетском друму. Од Фоче, рачва се ка Војничком друму који је водио до Ниша. Од Сребренице, друм је водио до Сремске Митровице.
Дубровачки друм је био један од два главна пута која су водила из Дубровника; други пут је Неретвански друм који је пратио долину ријеке Неретве.